# Kymijoki
Il Kymijoki (in svedese Kymmene älv, in inglese Kymi) è un fiume della Finlandia meridionale ed è il principale emissario del lago Päijänne  da cui trae origine a un'altitudine di 78 metri sul livello del mare. Dividendosi in due rami, sfocia nel Golfo di Finlandia.
Il fiume attraversa le regioni del Päijät-Häme, dell'Uusimaa e del Kymenlaakso e, dividendosi in due rami, sfocia nel Golfo di Finlandia; passa le città di Heinola e Kouvola, mentre la città di Kotka è situato nelle immediate vicinanze del delta del fiume.
Essendo uno dei più grandi fiumi della Finlandia meridionale, il Kymijoki è una delle principali fonti di energia idroelettrica. Le città di Kotka, di Kuusankoski, di Myllykoski e di Inkeroinen lungo il fiume sono grandi centri produzione della carta. Precedentemente il fiume era stato ampiamente utilizzato per il trasporto del legname.
Il fiume Kymijoki ha 5 bocche e si divide in due rami principali nei pressi rapide Kultaankoski a Kotka, circa 15 chilometri dalla costa del Golfo di Finlandia. Il ramo orientale è diviso a sua volta nel Korkeakoski e nel Koivukoski; il ramo Koivukoski è di nuovo diviso in due bocche (Langinkoski e Huumanhaara), mentre il ramo Korkeakoski ha una sola foce. Il ramo occidentale si divide nel Ahvenkoski e Klåsarö, entrambi con una sola bocca.
Il ramo occidentale Ahvenkoski del fiume fungeva da confine tra la Svezia e la Russia dal 1743 al 1809. Le parti della Finlandia ad est del fiume si sono poi chiamati Vecchia Finlandia, la quale è diventata nel 1812 il Granducato di Finlandia.